# Siphocampylus fimbriatus
Siphocampylus fimbriatus là loài thực vật có hoa trong họ Hoa chuông. Loài này được Regel miêu tả khoa học đầu tiên năm 1868.